# ناوبری جانوران

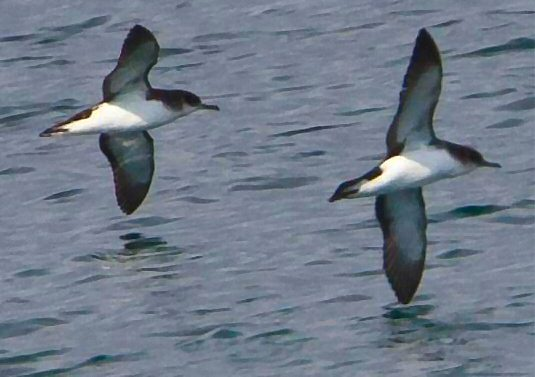
کبوتر دریایی مانکس می‌تواند مستقیماً با گذر از هزاران کیلومتر در خشکی و دریا به سوی خانه پرواز کند.

ناوبری جانوران (انگلیسی: Animal navigation) توانایی بسیاری از جانوران برای یافتن راه دقیق خود بدون نقشه و ابزار است. پرندگانی مانند پرستودریایی قطب شمال، حشراتی مانند پروانه شهریار و ماهیانی مانند ماهی آزاد به‌طور پیوسته هزاران مایل به مناطق تولیدمثل خود کوچ می‌کنند، و بسیاری از گونه‌های دیگر به‌طور مؤثر؛ هرچند در مسافت کمتری، به همین گونه جابجا می‌شوند.
چارلز داروین در سال ۱۸۷۳ به عنوان یک سازوکار احتمالی، ناوبری کور را که از موقعیت معلوم تنها با استفاده از اطلاعات مربوط به سرعت و جهت حرکت شخص تعیین می‌کرد، پیشنهاد کرد. در سدهٔ ۲۰، کارل فون فریش نشان داد که زنبورهای عسل می‌توانند توسط خورشید، الگوی قطبی شدن آسمان آبی و میدان مغناطیسی زمین حرکت کنند. از این موارد، آن‌ها در صورت امکان به خورشید اعتماد می‌کنند. ویلیام تنسلی کیتون نشان داد که کبوترهای خانگی می‌توانند به همین ترتیب از طیف گسترده‌ای از نشانه‌های ناوبری استفاده کنند. از جمله خورشید، میدان مغناطیسی زمین، بویایی و بینایی. رونالد لاکلی نشان داد که یک پرنده دریایی کوچک، آب شیرین مانکس، می‌تواند جهت‌گیری کند و با سرعت کامل به خانه پرواز کند، هنگامی که از خانه آزاد شود، به شرطی که خورشید یا ستاره‌ها قابل دیدن باشند.
چندین گونه از جانوران می‌توانند نشانه‌هایی از انواع گوناگون جهت‌گیری و جابجایی مؤثر را با یکدیگر ادغام می‌کنند. حشرات و پرندگان می‌توانند نشانه‌های آموخته‌شده را با جهت‌گیری حس‌شده (از میدان مغناطیسی زمین یا از آسمان) ترکیب کنند تا مکان آنها را شناسایی کنند و بنابراین برای پیمایش. «نقشه»های داخلی اغلب با استفاده از بینایی تشکیل می‌شوند، اما ممکن است از حواس دیگری از جمله بویایی و اکولاسازی نیز استفاده شود.
توانایی فعالیت جانوران وحشی ممکن است تحت تأثیر منفی تولیدات انسانی باشد. به عنوان مثال، شواهدی وجود دارد که سموم آفتکش ممکن است در ناوبری زنبور عسل تداخل ایجاد کند و چراغ‌ها ممکن است به ناوبری لاک‌پشت آسیب برسانند.